# Rua Barão de Iguape
A Rua Barão de Iguape é um logradouro brasileiro que se localiza no bairro da Liberdade, um dos bairros centrais da cidade de São Paulo, na direção sul a partir da Sé, sendo uma das diversas ladeiras dessa região que ligavam o planalto em que se iniciou o núcleo urbano paulistano à várzea do rio Tamanduateí. É uma das ruas que representam bem o terreno acidentado do bairro, expressando uma morfologia elemento importante no tipo de ocupação desse território - que por sua vez é bastante remota na história da cidade, abrigando equipamentos urbanos importantes desde o século XVIII.

## Histórico
Quando o primeiro cemitério público da cidade, que se localizava no coração do bairro da Liberdade, é desativado em 1858, ocorre a ocupação mais densa da região a partir do loteamento de suas terras. A relação do bairro com a várzea do Tamanduateí foi uma constante nas estratégias de implementação dos equipamentos de infraestrutura nesse território, relacionando-se tanto às práticas de sociabilidade de seus habitantes quanto às estratégias do mercado de terras urbanas. A várzea inundável desse rio era bastante expressiva antes de suas sucessivas retificações, gerando um território que tinha múltiplos usos para a população da cidade nos períodos colonial e imperial. Como espaço de busca de sobrevivência, trabalho e lazer, o Tamanduateí estava atrelado ao cotidiano da cidade. As áreas inundáveis eram uma opção barata de moradia para os setores mais pauperizados, e simultaneamente constituíam uma reserva de terras urbanas bem localizadas para o mercado especulativo.